# Entertaineren
"Entertaineren" er en sang skrevet af C.V. Jørgensen. Sangen udkom på albummet Storbyens små oaser fra 1977 og blev i 1978 udgivet på single med “Det ganske lille band” på b-siden (Metronome B4166). På singlens cover er et billede af bandet CV Jørgensen med Lotte Rømer, der var indtrådt i bandet efter indspilningen af sangen.
I forsøget på at opnå et internationalt gennembrud blev indspillet en version af sangen på engelsk under titlen “Downtown St. Tropez”. Den engelske version blev udgivet som a-side på en promotion-single med “Notion of a Long Tongue” (“Fra en telefonboks”) på b-siden (Metronome MB5).
Sangen er inkluderet på opsamlingsalbummet Skygger & Magi fra 1996.

## Medvirkende
Tekst og musik: Carsten Valentin Jørgensen
- Erik Falck: El-bas
- Ivan Horn: El-guitar
- Carsten Valentin Jørgensen: sang og guitar
- René Wulff: trommer

- Producer: Nils Henriksen